# مگان گود
مگان گود (انگلیسی: Meagan Good؛ زادهٔ ۸ اوت ۱۹۸۱) یک هنرپیشه، و تهیه‌کننده اهل ایالات متحده آمریکا است. وی از سال ۱۹۹۱ میلادی تاکنون مشغول فعالیت بوده‌است.
از فیلم‌ها یا برنامه‌های تلویزیونی که وی در آن نقش داشته است می‌توان به اره ۵، رول بانس ، جمعه، متولدنشده، گوینده ۲: افسانه ادامه دارد، استاد عشق و زندگی مخفی دختران اشاره کرد.